# Dorfkirche Dürrenebersdorf

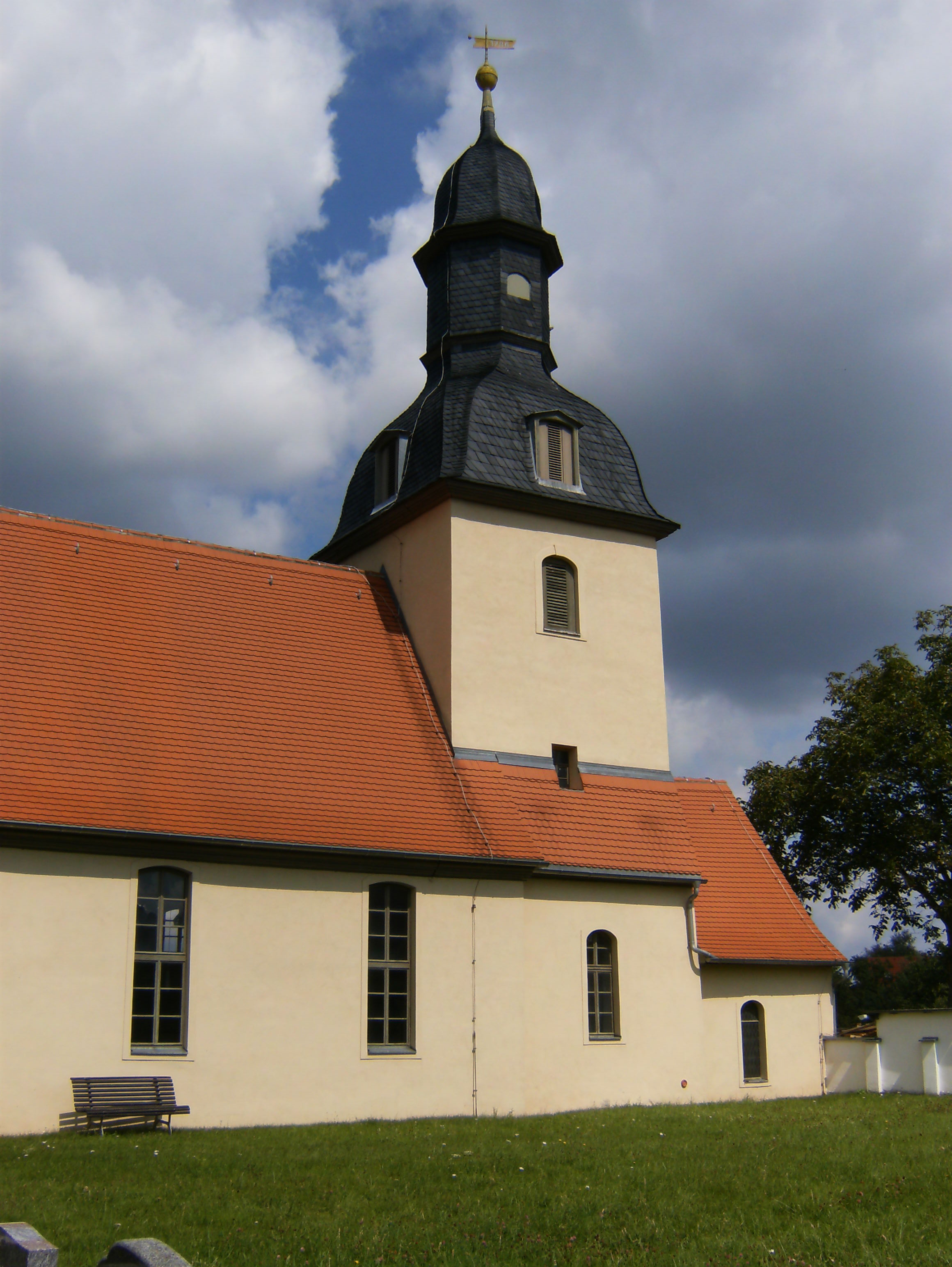
Die Kirche

Die evangelische Dorfkirche Dürrenebersdorf steht im Stadtteil Dürrenebersdorf der kreisfreien Stadt Gera in Thüringen. Sie gehört zur Kirchengemeinde Gera im Kirchenkreis Gera der Evangelischen Kirche in Mitteldeutschland.

## Geschichte
An der Hofer Handelsstraße baute im 12. und 13. Jahrhundert die Zeulsdorfer Ritterschaft eine romanische Großkapelle zum Schutz und zur Kontrolle des Handels- und Personenverkehrs. 1723 werden Erneuerungs- und Erweiterungsbauten vermerkt. 1785 und 1786 wurde der Kirchturm gebaut und die Sakristei an der Nordostseite. 1832 erfolgte eine Renovierung und der Durchbruch von Fenstern.
1982 wurden die Innenräume ausgemalt und 2000 das Dach erneuert sowie die Fassade renoviert.